# Оммаж
Омма́ж (фр. hommage), или гоминиум (лат. homagium или hominium) — в феодальную эпоху одна из церемоний символического характера: присяга, оформлявшая заключение вассального договора в Западной Европе Средних веков и заключавшаяся в том, что будущий вассал, безоружный, опустившись на одно колено (два колена преклоняли только рабы и крепостные) и с непокрытой головой, вкладывал соединённые ладони в руки сюзерена с просьбой принять его в вассалы. Сюзерен поднимал его, и они обменивались поцелуем.
С VIII века оммаж стал сочетаться с клятвой верности — фуа.
До XI века связь, устанавливавшаяся между сеньором и вассалом в результате оммажа и фуа, носила преимущественно личный характер, впоследствии обе церемонии стали сопровождаться, как правило, инвеститурой — передачей сеньором вассалу земельного феода (лена).

## Описание церемонии
Обряд гоминиума был следующий: сеньор встречал будущего вассала сидя или стоя; вассал преклонял перед ним колено, вкладывал свои руки в его руки и объявлял себя его «человеком» за известный лен; сеньор целовал его в губы, даря «поцелуй мира», и поднимал с колен.
Этим обрядом вассал брал на себя известные обязанности, соблюдение которых скреплялось особой присягой на верность.

## Обязанности после церемонии
Положительные обязанности, устанавливавшиеся обрядом, сводились к consilium и auxilium (conseil и aide, совет и помощь): явка ко двору сеньора для участия в феодальной палате (cour), военная служба и денежное вспомоществование в некоторых случаях, например для выкупа сеньора из плена.
Отрицательные обязанности вассала — не поднимать руки против сюзерена, не выдавать его тайн, не злоумышлять ни против него, ни против его крепостей, ни против его владений и т. п.

## Виды присяги
Гоминиум требовался от каждого нового ленника при раздаче ленов и при переходе их из рук в руки. Различали гоминиум обыкновенный и усиленный (hominium ligium, ligeitas, hommage lige).
Homme lige — гоминиум усиленный — устанавливал, что вассал должен был за свой счёт служить сеньору всё время, пока тот вёл войну против своих врагов, между тем как простой вассал нёс по обычаю только сорок дней военной службы в год, причём за счёт сюзерена.
Акты, в которых упоминается гоминиум, появились на юге Франции с X века.